# 事故処理車

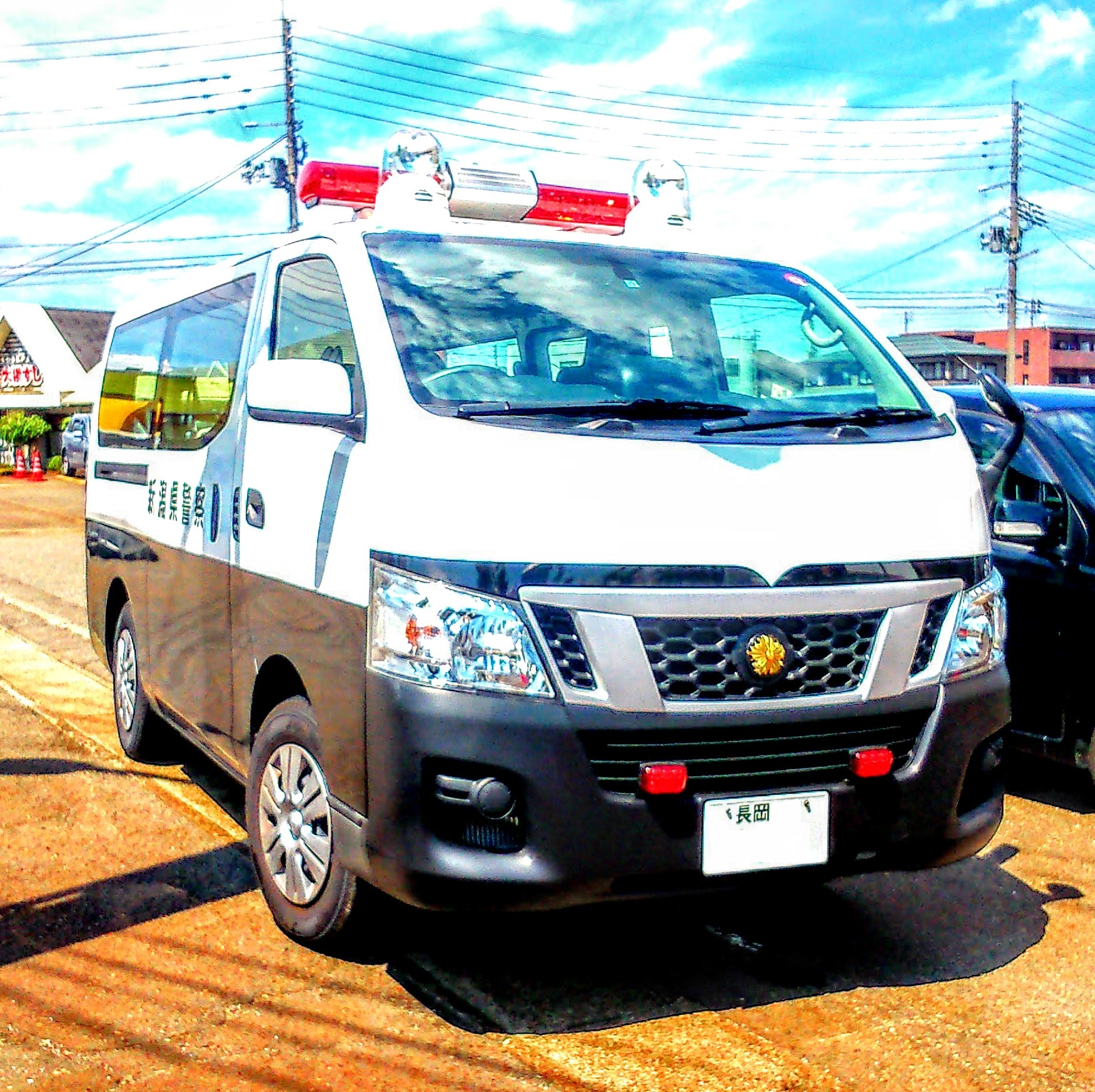
事故処理車の例

事故処理車（じこしょりしゃ）は、日本において使用される警察車両のひとつ。交通事故が発生した場合に現場にいち早く駆けつけ、現場の状況把握・交通規制・事故処理等を迅速に行うことで、第二の事故発生を防ぐ活動を主とする。また、飲酒運転やシートベルト着用の確認をするための検問にも使用され、交通社会における事故防止を担う。

## 概要
交通事故が発生した場合に現場にいち早く駆けつけ事故処理や原因の究明、交通整理などを行ったり、飲酒運転やシートベルト着用の確認するための検問、交通事故の予防活動にも使用され、交通社会における事故防止を担うことも仕事の一つ。
主に警察署の交通課、交通機動隊や高速道路交通警察隊などが保有する。
パトロールカー同様に、赤色灯（前面警光灯の有無は車両によって異なる）・サイレンアンプなどを装備し、緊急走行が可能。

### 普通事故処理車・誘導標識車
事故処理車の中で、資機材やパイロン、発煙筒などを積載しており、現場での事故の処理や交通整理、簡単な原因究明などを行う車両。
日産・キャラバンが最も多くトヨタ・ハイエース、マツダ・ボンゴブローニィも採用されている。現在はワンボックスカータイプのバンが主流となっているが、かつてはトヨタ・クラウン（専用型式も存在する）、日産・セドリックの2BOXタイプのバンベースも多く用いられており、愛媛県警察ではクラウンバン、岡山県警察ではリベロカーゴなどの事故処理車が使用されていた。高速道路では、高い走破性と積載性、追突時のショックを和らげる目的で大型SUV（トヨタ・ランドクルーザー、三菱・パジェロなど）の車両が配備されているところがある。
宮城県警察や福島県警察では日産・セレナなどのミニバンベースの車両も存在する。
2000年前後までは電光掲示板ではなく幕を用いたものも存在しており、また、前部に夜間作業用のサーチライトを装備している車両もある。

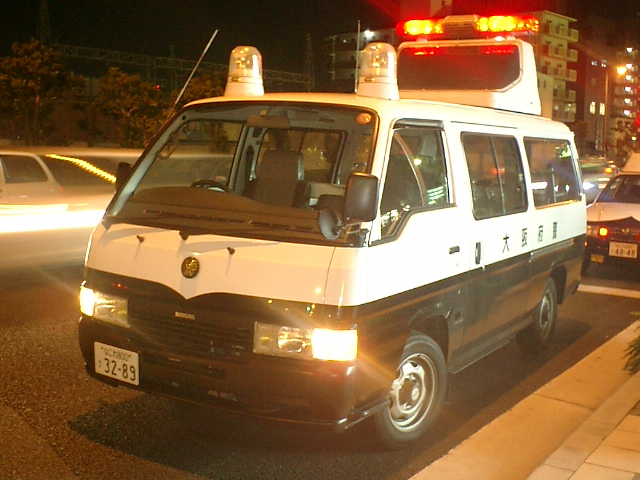
キャラバン（大阪府警察）
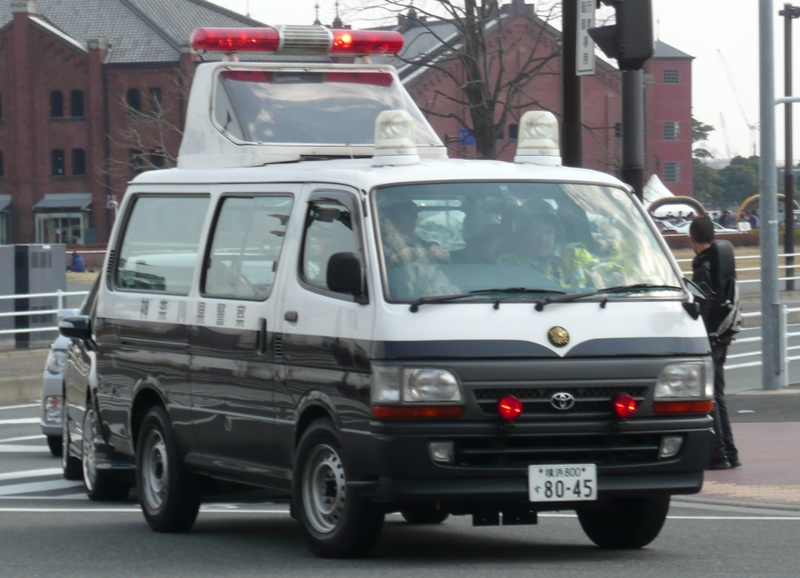
ハイエース（神奈川県警察）
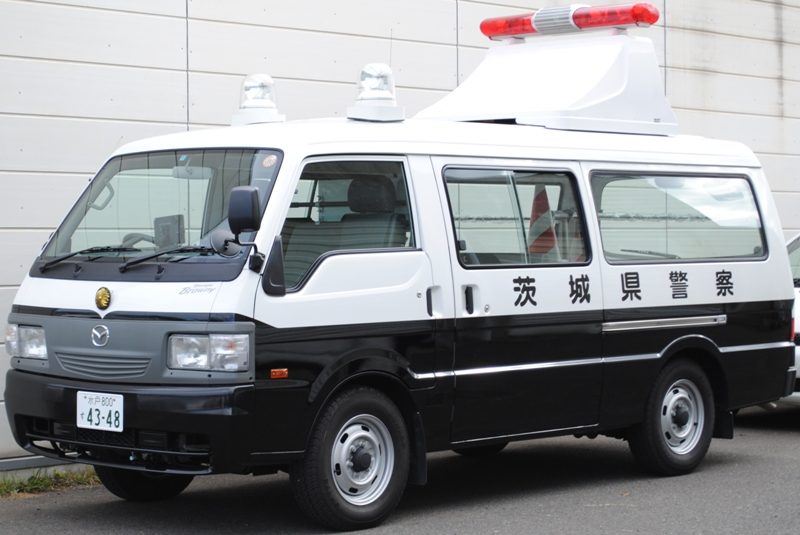
ボンゴブローニィ（茨城県警察）
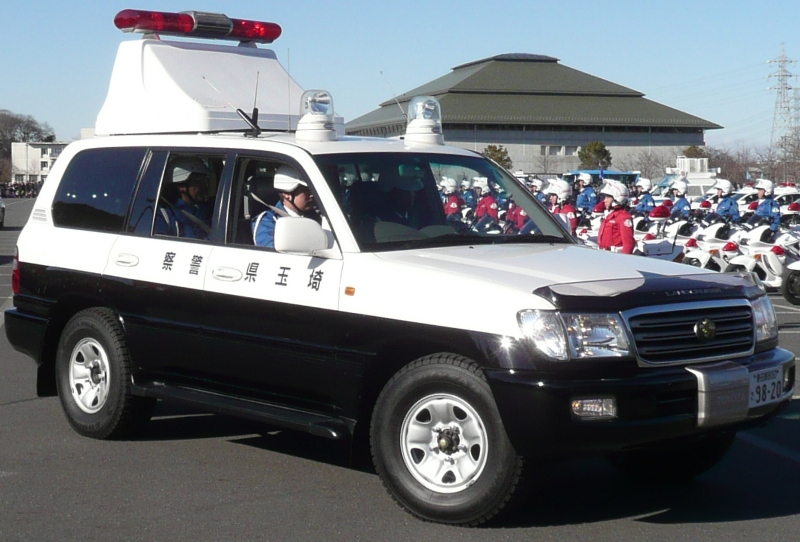
ランドクルーザー（埼玉県警察）

### 交通鑑識車
事故処理車の中で、死亡ひき逃げ事件や大規模な交通事故などで、詳しい事故原因の調査や、現場に残された遺留品の収集解析、ひき逃げ犯の特定などを行う車両。大型サーチライトや鑑識資機材などを装備している。
警察署などで保有していることは少なく、主に交通捜査専門の交通捜査課で運用していることが多い。
普通事故処理車や誘導標識車などよりもより細かく専門的な捜査活動ができる。
大型サーチライトを装備していることが多いため、投光車とも呼ばれる。
ダイナ・ルートバンベースの交通鑑識車が配備されているところもある。

### ステレオカメラ車
事故処理車の中で、事故現場の証拠撮影用にステレオカメラを装備した車両。カメラは格納式で、360度回転する。都道府県によって各署1台ずつ配備されているところもあれば、交通機動隊などの部署に配備されていることもある。
車種は日産・キャラバン、トヨタ・ハイエースのスーパーロングなどが採用されている。

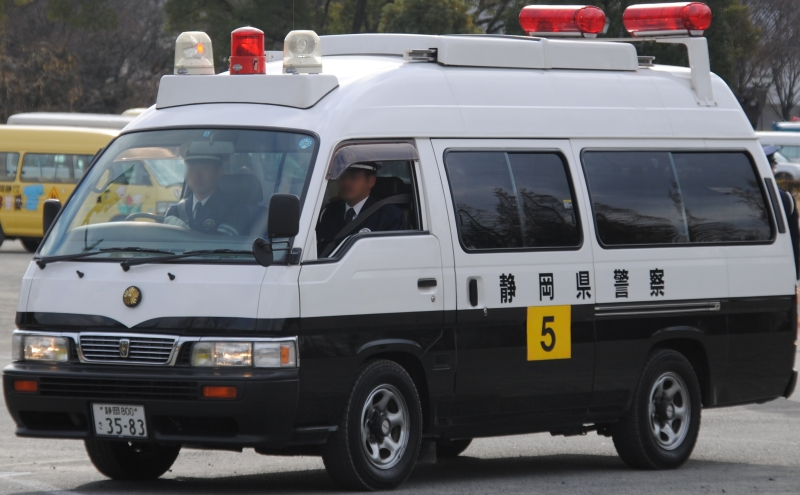
キャラバン（静岡県警察）
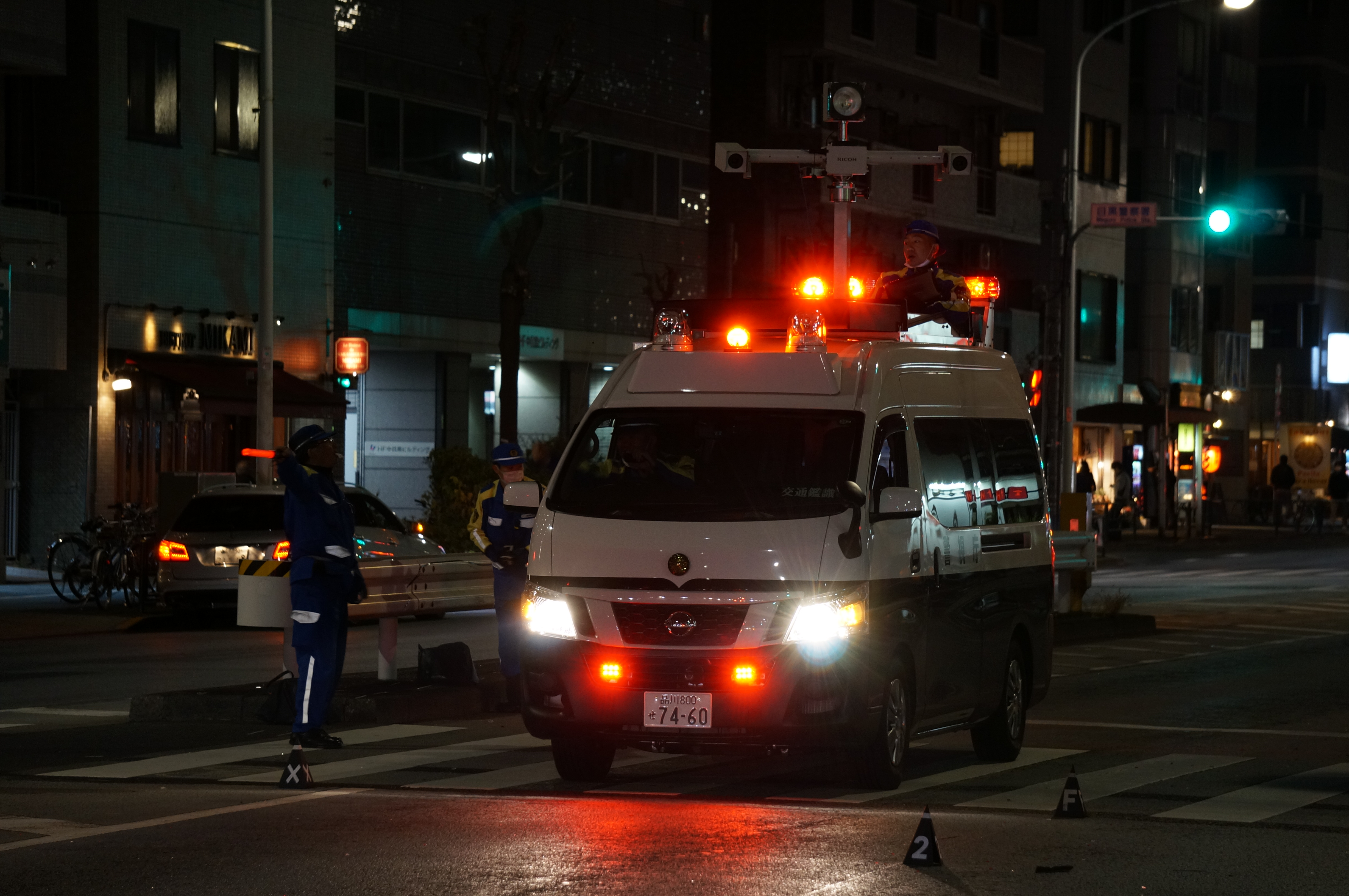
夜間活動中のステレオカメラ車
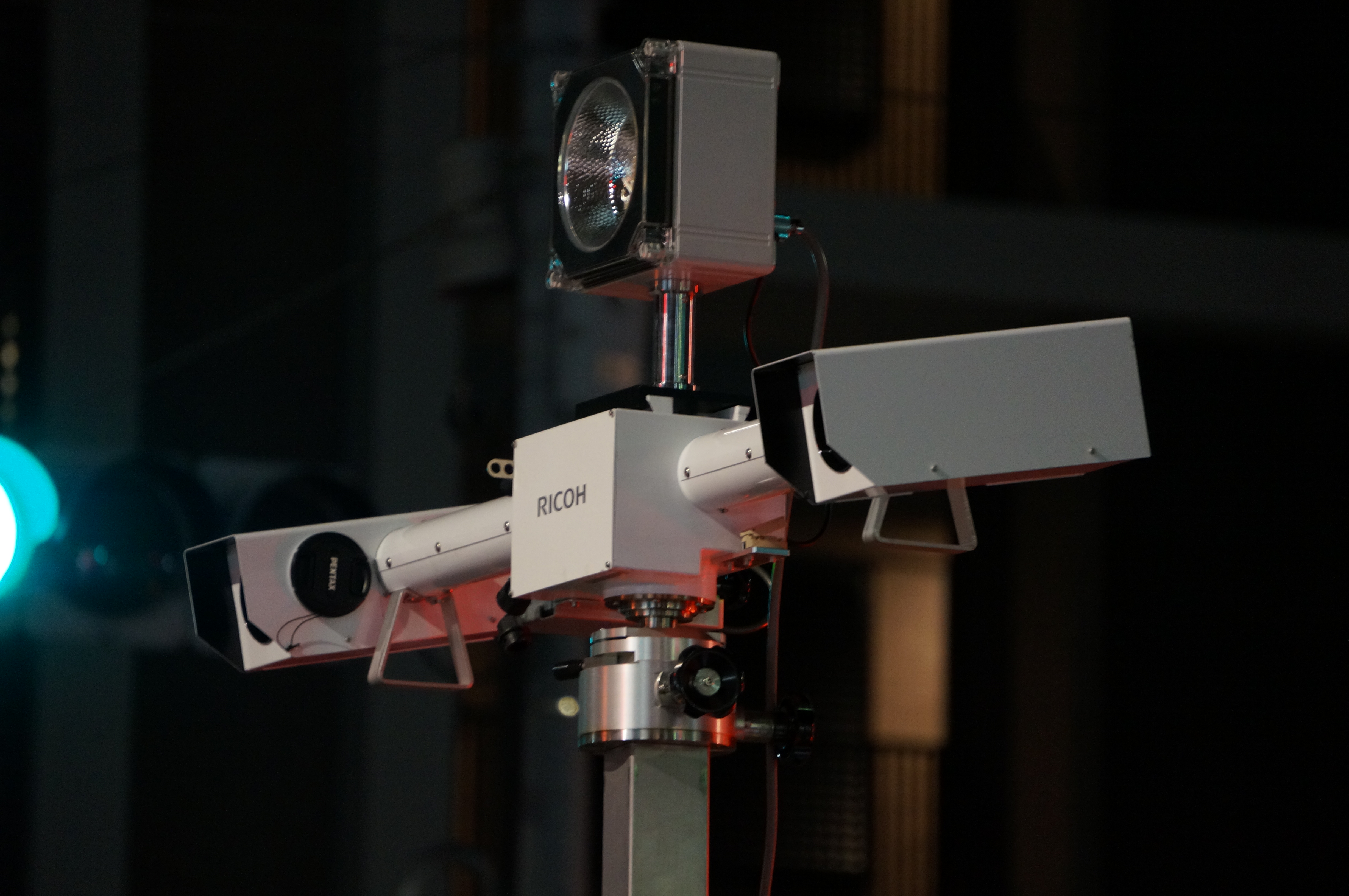
装備されたステレオカメラ

### 交通情報提供車
事故処理車の中で後方に大型の電光掲示板、側面に小型の電光掲示板などが取り付けられており、道路状況や交通整理情報などを表示して周りに知らせる車両。通称サインカー。
高速道路交通警察隊や交通機動隊などに配備されている車両で、いすゞ・日野・三菱ふそう等の小・中型トラックを改造した車両を使用している。その他にもイベントの警備や交通安全運動の広報などに使用されることもある。

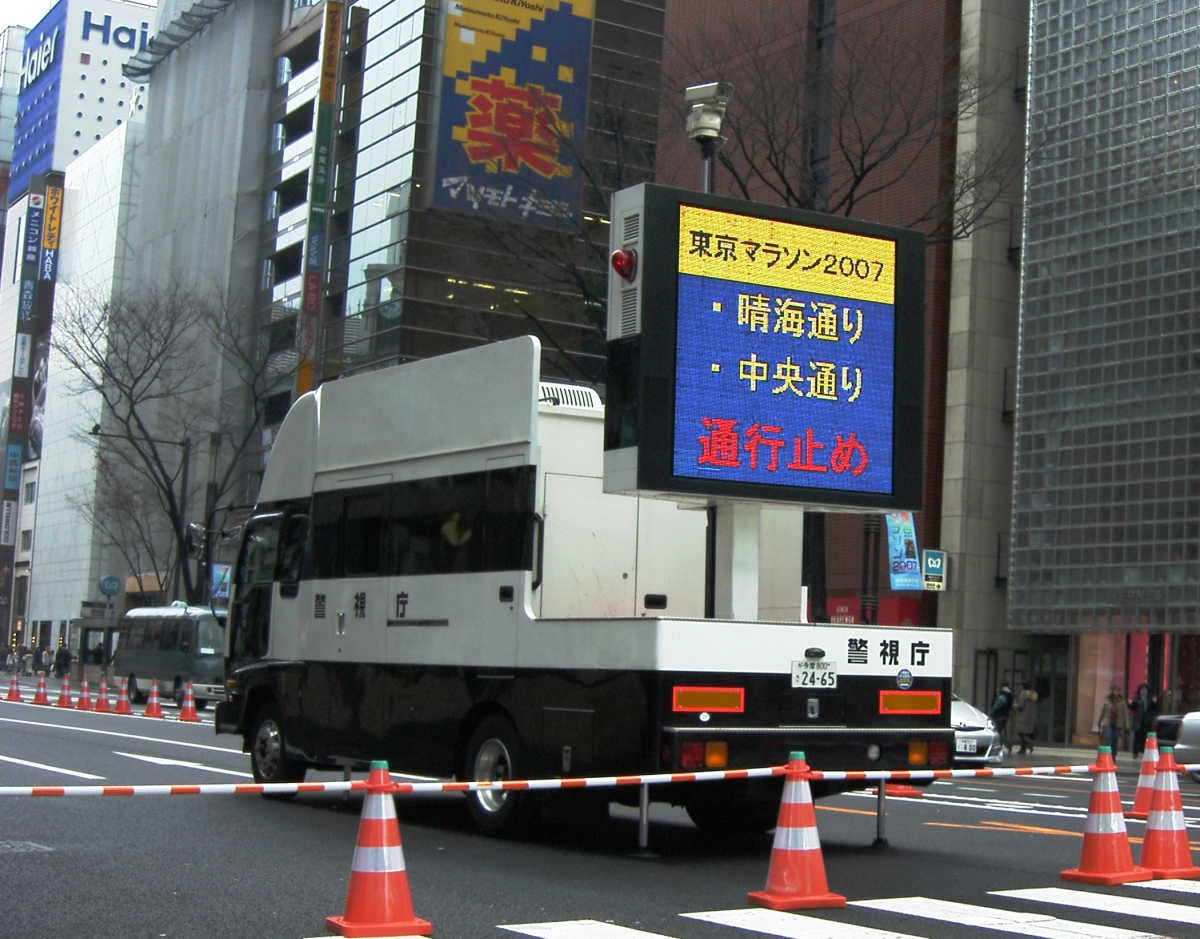
大型の交通情報提供車（警視庁）
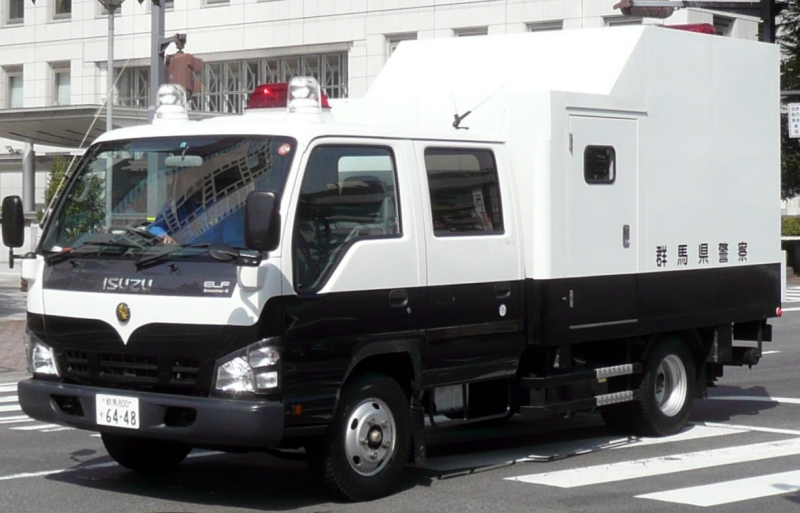
小型の交通情報提供車（群馬県警察）
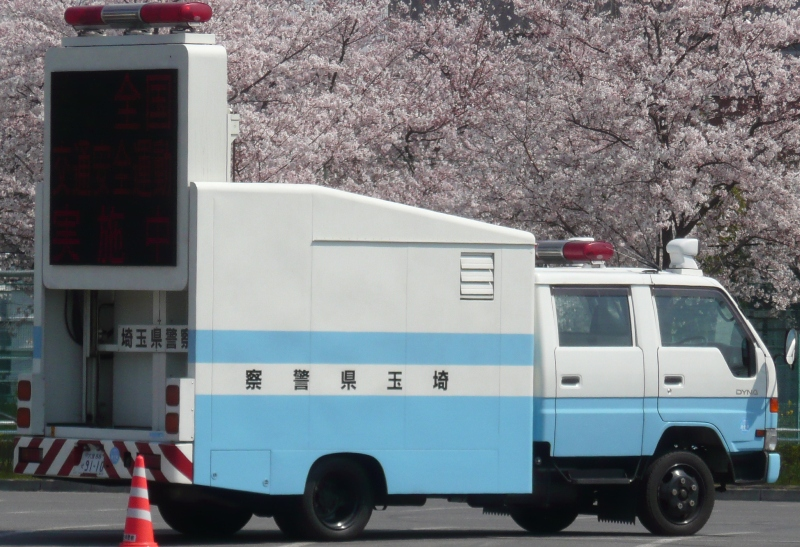
独自のカラーを使用した交通情報提供車（埼玉県警察）